# Lea Melcher
Lea Melcher (* 1994) ist eine deutsche Autorin und Illustratorin für Kinder- und Erwachsenenbücher.

## Leben
Melcher veröffentlichte ihren ersten Roman im Alter von 14 Jahren. Während ihres Frühstudiums der Literaturwissenschaft in Stuttgart und ihres Film- und Fernsehjournalismusstudiums in Mainz, absolvierte sie auch Auslandssemester an der Sorbonne in Paris und an der University of Memphis in den Vereinigten Staaten. Danach machte sie ihren Master in Mediendramaturgie in Mainz. Dort lebt sie heute mit ihrem Mann und Co-Autor Jonas Melcher (geb. Hoppe), mit dem sie im September 2021 das Kinderbuch „Fabelville – Klara und die Geisterbahn“ beim Baumhausverlag veröffentlichte. Sie arbeitet als Autorin und Illustratorin für verschiedene Verlage wie unter anderem Oetinger, Baumhaus, HarperCollins, Droemer Knaur und Piper Verlag. Bei letzterem veröffentlichte sie im Juli 2021 ihren Roman „Aber vielleicht wird auch alles gut“.

## Werke

### Autorin und Illustratorin
- Lieblingsbuchladen. Selbstverlag
- Die Sehnsucht kommt leise. Trellis-Verlag, 2018, ISBN 978-3-9819735-0-1
- Das Karmagotchi. HarperCollins, 2019, ISBN 978-3-7457-5074-4
- My Dead Sister’s Love Story. Carlsen Verlag, 2019, ISBN 978-3-646-60473-3
- Murmel, der Weihnachtskater. Selbstverlag 2020
- Aber vielleicht wird auch alles gut. Piper Verlag, München 2021, ISBN 978-3-492-06257-2
- mit Jonas Hoppe: Fabelville – Klara und die Geisterbahn. Baumhaus-Verlag, Köln 2021, ISBN 978-3-8339-0675-6
- Lotta Lustig. Rowohlt, Hamburg 2022, ISBN 978-3-499-00903-7
- Du, ich hab nachgedacht. Piper Verlag, München 2022, ISBN 978-3-492-06298-5
- Cats can! Vom Glück wie eine Katze zu leben. arsEdition, München 2022, ISBN 978-3-8458-4987-4
- Rubina Blackfield: Mit der Lizenz zum Spionieren zusammen mit Jonas Melcher, Thienemann Verlag, Stuttgart 2023, ISBN 978-3-522-50777-6
- Rubina Blackfield: Keine Zeit zu singen zusammen mit Jonas Melcher, Thienemann Verlag, Stuttgart 2023, ISBN 978-3-522-50778-3
- Rubina Blackfield: Mission Flausch zusammen mit Jonas Melcher, Thienemann Verlag, Stuttgart 2024, ISBN 978-3-522-50829-2

### Illustrationen
- mit Anke Girod (Autorin): Kakaoherz & Listenliebe: Das Chaos, das sich mein Leben nennt. Oetinger Taschenbuch, Hamburg 2021, ISBN 978-3-86418-127-6